# Patxi Salaberri Zaratiegi
Patxi Salaberri Zaratiegi, né le 24 avril 1959 à Ujué, est un linguiste, écrivain et académicien basque espagnol de langue basque et espagnole.

## Biographie
Patxi Salaberri Zaratiegi fait ses études universitaires, tout en apprenant le basque dans l'école pour adultes Arturo Campión de Pampelune, et dans laquelle, par la suite, il va enseigner le basque pendant plusieurs années à des centaines d'élèves.
Licencié en philologie hispanique à l'université de Navarre, Patxi Salaberri Zaratiegi obtient une licence et un doctorat en philologie basque de l'université du Pays basque. En 1994, il est professeur à l'université publique de Navarre et auteur d'une thèse doctorale sur l'euskara d'Uxue, Eslaba, Lerga, Gallipienzo, Ayesa, Sada, Leache, Moriones et Ezprogui à travers la toponymie et dont le titre est Eslaba aldeko euskararen azterketa toponimiaren bidez.
Patxi Salaberri Zaratiegi est nommé académicien titulaire de l'Académie  de la langue basque et devient le premier académicien de la Merindad d'Olite. Il publie de nombreux travaux relatifs à la toponymie et à l'onomastique. Il est directeur de la revue Fontes Linguae Vasconum, situé au département de la Culture, dans l'Institución Príncipe de Viana (Gouvernement de Navarre).